# テンチ
テンチ（学名：Tinca tinca）は、コイ目コイ科に属する魚類の一種。本種の分類における亜科は定まっていないが、アカヒレと同じタニクティス亜科やウグイ亜科とされる場合もある。「ドクターフィッシュ」とも呼ばれる。ブリテン諸島を含む西ヨーロッパからオビ川・エニセイ川水系、中東などアジア地域に至るまで、ユーラシア大陸に幅広く分布する淡水魚ないし汽水魚である。バイカル湖にも生息する。日本でもかつて、食用として埼玉県伊佐沼に移入されたが定着はしていない。湖や低地を流れる河川など、流れの緩やかな水域で暮らしている。

## 生態
テンチは砂泥底、かつ植生の豊かな静水域を好んで生息する。岩が多く透明度の高い水域にはまれで、特に流れの速い河川ではまったく見られない。低酸素状態への耐性が高く、コイ（Cyprinus carpio）が生存できない領域でも生きることができる。
雑食性で、主に夜間に餌を探す。藻類および種々の底生性無脊椎動物を捕食する。自然下では水温が下がる冬期は泥の中に潜み、餌も摂らない。飼育下では冬季でも積極的に餌を摂る。
水草の多い浅瀬で産卵し、粘着性のある緑色の沈性卵を産む。産卵期は夏であることが多く、卵の数は30万個に及ぶこともある。成長はかなり遅いが、0.11kg（0.25ポンド）に達する。

## 形態

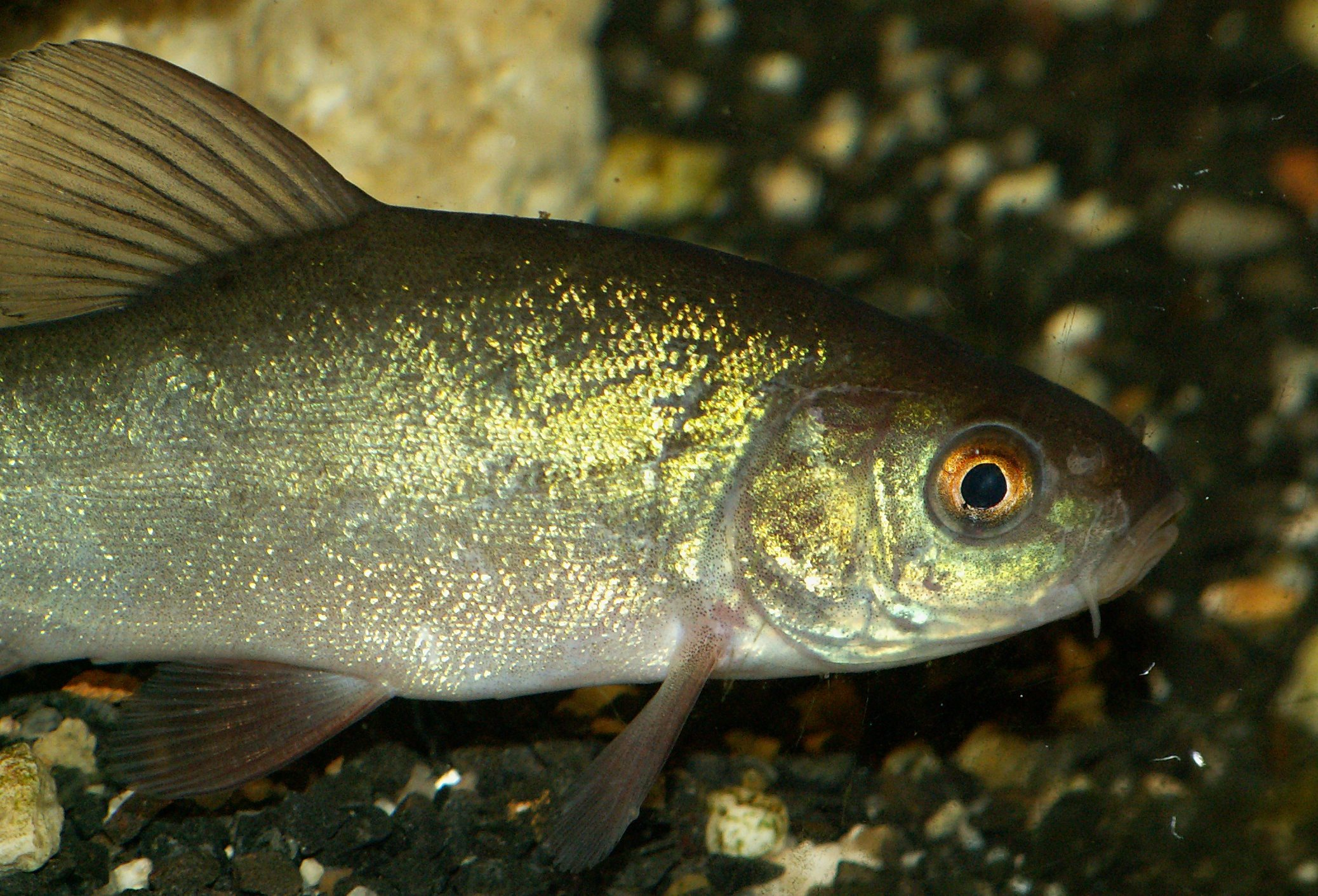
テンチの若魚。小さな口ヒゲと微細な鱗が明瞭である

テンチはずんぐりしたコイ型の体をもち、体色はオリーブ色から緑色で、背中側は暗く腹側は黄金色に近い。尾鰭は角形で、他の鰭は明瞭に円みを帯びる。口幅は比較的狭く、両端によく発達した口ヒゲをもつ。最大で70cmにまで成長するが、ほとんどの個体はより小柄で、全長20cmほどであることが多い。眼は小さく、赤色から橙色を帯びる。性的二形はあまり示さず、成熟した雌では雄と比べてやや腹部が突き出る程度である。
鱗は非常に小さく厚い皮膚に深く埋もれ、体表面は粘液質でウナギのように滑らかとなっている。他の魚がテンチの粘液を体にこすりつけ、傷や病気を治療するという民間伝承があり、「ドクターフィッシュ」という別名の由来となっている。

## 利用
テンチは食用魚として利用され、味も良いとされる。観賞魚・釣魚としての需要もあり、雑魚釣り (Coarse fishing) の対象になるほか、バス類の餌にも用いられる。

### ゴールデンテンチ
人工的に品種改良を施したテンチを「ゴールデンテンチ」あるいは「Schleie」と呼び、ヨーロッパでは池や水族館で飼育される観賞魚として人気があり、日本国内にも観賞魚として稀に輸入されている。体色は淡い金色から赤色、青色まで様々で、黒色ないし脇腹・鰭に赤い斑点をもつものもいる。キンギョとも似た部分をもつが、鱗が小さいため色合いはかなり異なる。

### 釣り
大型のテンチがくぼみや泥底、水草の陰に潜むことがある。種々の釣り餌に誘引されるが、釣り上げるのは難しい。1kg（約2ポンド）に達する個体は非常に引きが強い。